# Szavannacerkóf
A szavannacerkóf (Chlorocebus aethiops) az emlősök (Mammalia) osztályának főemlősök (Primates) rendjébe, ezen belül a cerkóffélék (Cercopithecidae) családjába és a cerkófmajomformák (Cercopithecinae) alcsaládjába tartozó faj.
Egyes rendszerbesorolások a Cercopithecus nembe sorolják Cercopithecus aethiops néven.

## Előfordulása

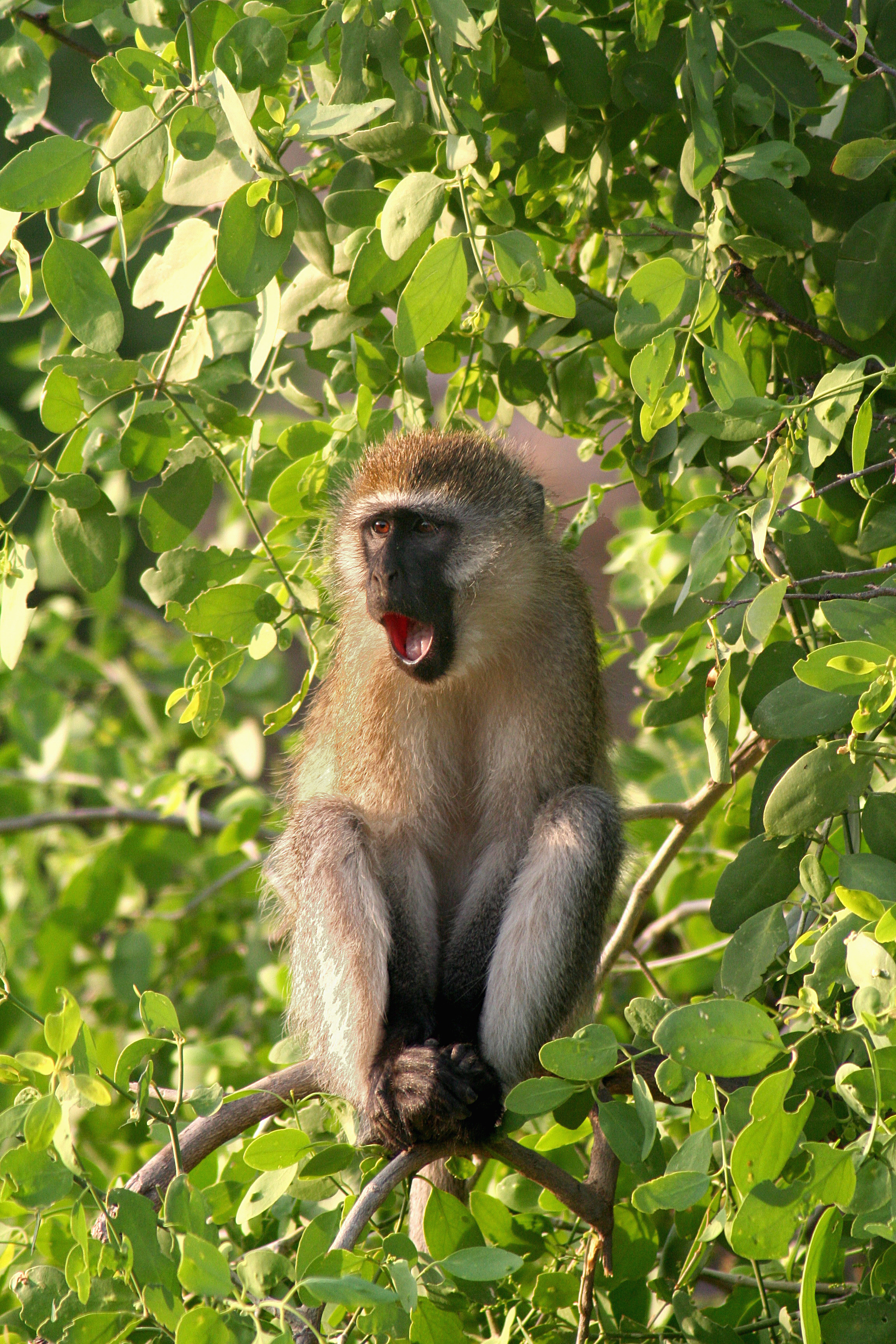
Szavannacerkóf Kenyában

Elterjedési területe, a vízközeli szavannák és erdőszéli területek. Ameddig egyetlen fajként kezelték a szavannacerkófot, addig elterjedési területe is óriási volt, majdnem egész Afrikát felölelte, Szenegáltól Szomáliáig és Dél-Afrikáig.
Később több fajra bontották szét és a mai tudományos ismeretek szerint a szavannacerkóf csak Szudán, Etiópia, Eritrea és Dzsibuti területén él. 
Magyarországon csak a Pécsi Állatkertben látható.

## Megjelenése
Az állat fej-törzs-hossza 46-66 centiméter és testtömege 2,5-7 kilogramm. Háti része és a feje sárgás-szürke, hasi része fehér. Tenyere, talpa és pofája csupaszok és sötét színűek. Csupasz pofáját, fehér sáv veszi körül. Farka körülbelül ugyanolyan hosszú, mint a teste.

## Életmódja
Csoportokban él, melyekben egynél több hím van. Tápláléka termések, levelek, virágok, bogyók, gabona, rovarok, tojás és madárfiókák. A szavannacerkófot sok állat vadássza: vitézsas, sziklapiton (Python sebae), pávián, leopárd, krokodil stb.

## Szaporodása
A vadonban 5 éves kortól, fogságban 2 éves kortól éri el. A párzási időszak az elterjedési területtől függően változó. A vemhesség 5-6 hónapig tart, ennek végén 1 utód jön a világra. Az elválasztás egy év után következik be. A nőstények majdnem egész életükben a csoportban maradnak, míg a hímek 5 éves koruktól elhagyják a csoportot.